# Riba (vattendrag i Burundi)
Riba är ett vattendrag i Burundi.   Det ligger i provinsen Gitega, i den centrala delen av landet, 80 kilometer öster om huvudstaden Bujumbura.
I omgivningarna runt Riba växer huvudsakligen savannskog. Runt Riba är det ganska tätbefolkat, med 230 invånare per kvadratkilometer.